# یاسویوکی سایگو
یاسویوکی سایگو (انگلیسی: Yasuyuki Saigo؛ زادهٔ ۳۰ اوت ۱۹۷۲) بازیکن بیسبال اهل ژاپن است.